# حساسية المحار
تعد حساسية المحار من أكثر أنواع الحساسية الغذائية شيوعًا، «المحار» هو مصطلح عام للافقاريات المائية المستخدمة كغذاء بما في ذلك أنواع مختلفة من الرخويات مثل البطلينوس وبلح البحر والمحار والاسقلوب والقشريات مثل الجمبري والكركند وسرطان البحر ورأسيات الأرجل مثل الحبار والأخطبوط، حساسية المحار هي فرط الحساسية المناعية للبروتينات الموجودة في المحار، يمكن أن تكون الأعراض إما سريعة أو تدريجية في البداية، كما يمكن أن يستغرق ظهورها ساعات إلى أيام، قد تشمل الحالة الأولى الحساسية المفرطة وهي حالة قد تكون مهددة للحياة وتتطلب العلاج بالإبينفرين، قد تشمل الأعراض الأقل حدة الأخرى التهاب الجلد أو التهاب المريء، المحار هو أحد المواد الغذائية الثمانية الشائعة المسببة للحساسية والتي تعد مسؤولة عن 90٪ من تفاعلات الحساسية تجاه الأطعمة وهي حليب البقر والبيض والقمح والمحار والفول السوداني والمكسرات والأسماك وفول الصويا.
على عكس ردود الفعل التحسسية في مرحلة الطفولة المبكرة تجاه الحليب والبيض والتي غالبًا ما تقل مع تقدم الأطفال في العمر، تميل حساسية المحار إلى الظهور لأول مرة في الأطفال في سن المدرسة وتستمر في مرحلة البلوغ، من المؤشرات القوية لاستمرارية الحساسية لدى البالغين الاستجابة القوية لاختبار وخز الجلد، يعد ظهور حساسية الأسماك لدى البالغين أمرًا شائعًا بين العاملين في صناعة صيد المحار.

## العلامات والأعراض

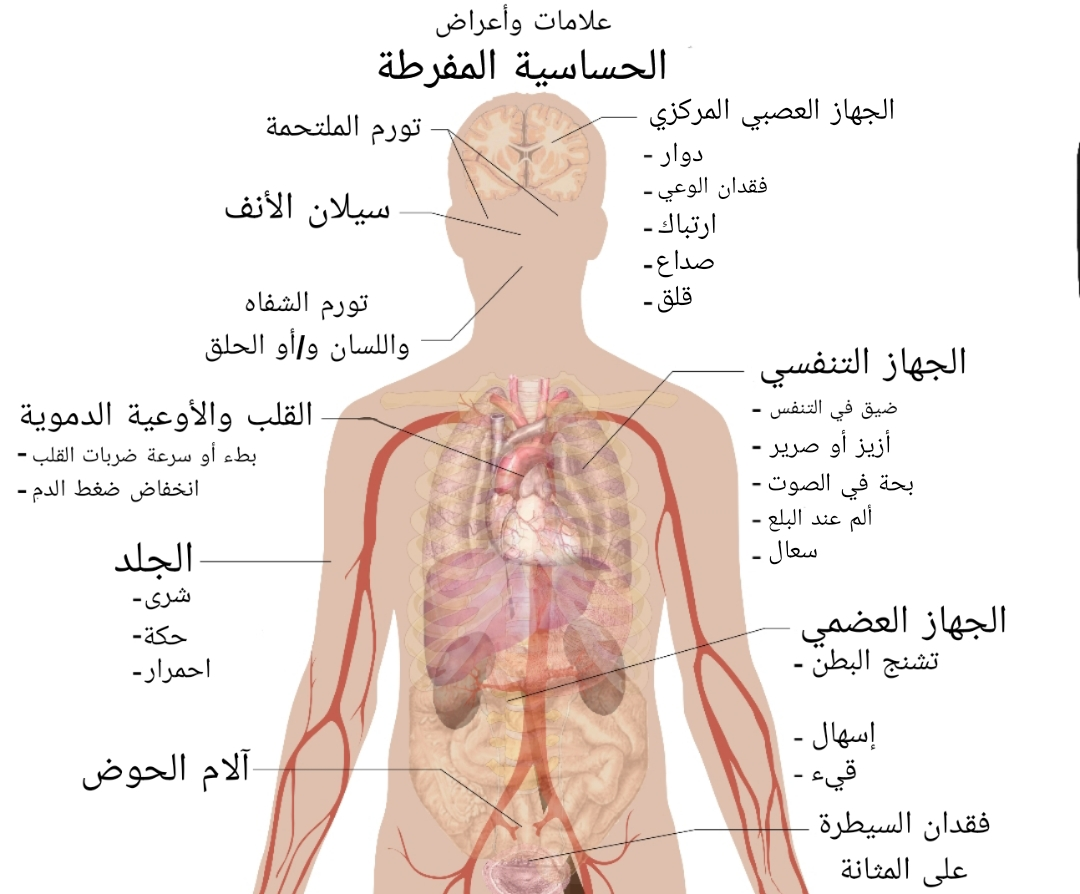

عادة ما تحدث أعراض حساسية الطعام في غضون دقائق بعد التعرض ولكن يمكن أن تتأخر لساعات حسب طبيعة استجابة الجهاز المناعي، قد تشمل الأعراض طفح جلدي وحكة في الفم والشفتين واللسان والحلق والعينين والجلد أو مناطق أخرى وتورم الشفتين واللسان والجفون أو الوجه كله وصعوبة البلع وسيلان الأنف أو احتقانه وبحة في الصوت وضيق في التنفس وإسهال وألم في البطن ودوار وإغماء وغثيان أو قيء، تختلف أعراض الحساسية من شخص لآخر وقد تختلف من مرة إلى أخرى، يمكن أن يبدأ الخطر الجسيم فيما يتعلق بالحساسية عندما يتأثر الجهاز التنفسي أو الدورة الدموية، يمكن الإشارة إلى الحالة الأولى عن طريق الأزيز وانسداد مجرى الهواء والزرقة والأخرى عن طريق ضعف النبض وشحوب الجلد والإغماء، عندما تحدث هذه الأعراض يسمى رد الفعل التحسسي الحساسية المفرطة، تحدث الحساسية المفرطة عندما تتأثر مناطق الجسم التي ليست على اتصال مباشر بالطعام وتظهر عليها أعراض حادة، يمكن أن يؤدي عدم علاج ذلك إلى توسع الأوعية وهي حالة من انخفاض ضغط الدم تسمى صدمة الحساسية.

## الأسباب

### أكل المحار
عادة ما يكون السبب هو تناول المحار أو الأطعمة التي تحتوي على المحار، أنواع المحار المسببة للحساسية السريرية هي بالترتيب التنازلي:
الجمبري
السلطعون
سرطان البحر
المحار
بلح البحر
بمجرد حدوث رد فعل تحسسي فإنه عادة ما يبقى في صورة حساسية مدى الحياة، يبالغ الجهاز المناعي في رد فعله تجاه البروتينات الموجودة في المحار وعلى الأخص التروبوميوسين ولكن غالبًا ما يتفاعل مع البروتينات الأخرى مثل أرجينين كيناز وسلسلة الميوسين الخفيفة وبروتين الساركوبلازم المرتبط بالكالسيوم، رد الفعل التحسسي للأسماك هو لبروتين مختلف البارفالبيومين، لا يوجد تفاعل تبادلي بين حساسية الأسماك والمحار.

### الاتصال المتبادل
يحدث الاتصال المتبادل الذي يشار إليه أيضًا باسم التلوث المتبادل عندما تتم معالجة الأطعمة في المصانع أو في أسواق المواد الغذائية أو يتم تحضيرها للطهي في المطاعم والمطابخ المنزلية، تنتقل البروتينات المسببة للحساسية من طعام إلى آخر.

### التعرض المهني
قدرت مراجعة الصناعة التي أجريت في عام 1990 أن 28.5 مليون شخص في جميع أنحاء العالم يشاركون في بعض جوانب صناعة المأكولات البحرية: صيد الأسماك وتربية الأحياء المائية والمعالجة والطهي الصناعي، يهيمن الرجال على صيد الأسماك والنساء في مرافق التجهيز، يشمل التعرض للبروتينات المسببة لحساسية المحار استنشاق الهباء الجوي الرطب من التعامل مع المحار الطازج والتلامس الجلدي من خلال شقوق الجلد والجروح، تم الإبلاغ عن انتشار الربو الناجم عن المأكولات البحرية في نطاق 7٪ إلى 36٪ (أعلى للقشريات وأقل للأسماك العظمية)، يتراوح انتشار تفاعلات حساسية الجلد التي تتميز غالبًا بطفح جلدي مثير للحكة (من 3٪ إلى 11٪)، ترجع النتائج الصحية التي يسببها المحار بشكل أساسي إلى بروتين تروبوميوسين الذي يتسبب في استجابة جهاز المناعة.

### تفاعل متبادل مع غير المحار
يوجد التروبوميوسين وهو المسبب الرئيسي للحساسية في حساسية المحار أيضًا في عث الغبار والصراصير، يُعتقد أن التعرض لاستنشاق التروبوميوسين من عث الغبار هو المحفز الأساسي لحساسية المحار وهو مثال على التفاعل المتبادل بين الاستنشاق والغذاء، أكدت المسوحات الوبائية وجود علاقة متبادلة بين حساسية المحار وعث الغبار، بالإضافة إلى التروبوميوسين يبدو أن أرجينين كيناز والهيموسيانين لهما دور في التفاعل المتبادل مع عث الغبار.

### التمرين كعامل مساهم
يمكن أن يكون التمرين عاملاً مساهماً في الاستجابة الغذائية للحساسية، هناك حالة تسمى الحساسية المفرطة التي تسببها التمارين الرياضية، بالنسبة للأشخاص الذين يعانون من هذه الحالة فإن التمارين الرياضية وحدها لا تكفي كذلك تناول طعام يكون لديهم حساسية خفيفة منه، ولكن عندما يتم تناول الطعام المعني في غضون ساعات قليلة قبل ممارسة التمارين عالية الكثافة يمكن أن تكون النتيجة هي الحساسية المفرطة، تم ذكر المحار على وجه التحديد كغذاء مسبب للمرض، تفترض اثنتان من المراجعات أن التمرين ليس ضروريًا لتطور الأعراض بل هو أحد عوامل الزيادة العديدة.

## الآليات

### استجابة الحساسية
ردود الفعل التحسسية هي استجابات مفرطة النشاط من الجهاز المناعي للمواد غير الضارة بشكل عام مثل بروتينات الطعام، ليس واضحًا تمامًا سبب إثارة بعض البروتينات لردود فعل تحسسية في حين أن البعض الآخر لا يفعل ذلك، تقول إحدى النظريات أن البروتينات التي تقاوم الهضم في المعدة وبالتالي تصل إلى الأمعاء الدقيقة سليمة نسبيًا من المرجح أن تكون مسببة للحساسية لكن الدراسات أظهرت أن الهضم قد يلغي أو ينقص أو لا يكون له أي تأثير أو حتى يزيد من حساسية المواد الغذائية، تعمل حرارة الطهي على تحطيم جزيئات البروتين هيكليًا مما يجعلها أقل حساسية.
يمكن تقسيم الفيزيولوجيا المرضية للاستجابات التحسسية إلى فترتين زمنيتين: الأولى هي الاستجابة الحادة التي تحدث في غضون دقائق بعد التعرض لمسببات الحساسية، يمكن أن تهدأ هذه المرحلة أو تتطور إلى «تفاعل المرحلة المتأخرة» والذي يمكن أن يطيل أعراض الاستجابة بشكل كبير ويؤدي إلى مزيد من تلف الأنسجة بعد ساعات، في المراحل المبكرة من رد الفعل التحسسي الحاد تتفاعل الخلايا الليمفاوية التي سبق تحسسها لبروتين معين أو جزء من البروتين عن طريق إنتاج نوع معين من الجسم المضاد والذي يدور في الدم حيث يتم إطلاق الهيستامين والوسيطات الكيميائية الالتهابية الأخرى التي تسمى (السيتوكينات والإنترلوكينات والليوكوترين والبروستاجلاندين) في الأنسجة المحيطة مما يتسبب في العديد من التأثيرات الجهازية مثل توسع الأوعية وإفراز المخاط وتحفيز الأعصاب وتقلص العضلات الملساء.

الشرى رد فعل تحسسي على الذراع

هذا يؤدي إلى سيلان الأنف والحكة وضيق في التنفس وربما الحساسية المفرطة، اعتمادًا على الفرد ومسببات الحساسية وطريقة الإدخال يمكن أن تكون الأعراض على مستوى الأجهزة (الحساسية المفرطة الكلاسيكية) أو موضعية لأنظمة معينة في الجسم، يكون الربو موضعيًا في الجهاز التنفسي بينما الأكزيما موضعية في الجلد، بالإضافة إلى التفاعل مع الاستهلاك الفموي يمكن أن تحدث تفاعلات الجلد والربو عن طريق الاستنشاق أو التلامس في حالة وجود خدوش أو جروح في الجلد.
بعد أن تهدأ الاستجابة الحادة يمكن أن تحدث استجابات المرحلة المتأخرة، يظهر هذا عادة بعد 2-24 ساعة من رد الفعل الأصلي، قد تلعب السيتوكينات أيضًا دورًا في استمرار التأثيرات طويلة المدى.

### البروتينات المسببة للحساسية من المحار
العديد من البروتينات من المحار إما متورطة بشكل واضح في تفاعلات الحساسية أو يشتبه في ذلك، التروبوميوسين والأرجينين كيناز وسلسلة الميوسين الخفيفة وبروتين الساركوبلازم الرابط للكالسيوم موجودة على نطاق واسع في أنواع المحار، تم تحديد التروبونين والأكتين والإيزوميراز ثلاثي الفوسفات والهيموسيانين أيضًا على أنها بروتينات مسببة للحساسية، اعتبارًا من مراجعة عام 2016 كانت ثلاثة فقط (التروبوميوسين والأرجينين كيناز وبروتين رابط للكالسيوم الساركوبلازمي) متاحة لاختبار الجلد التشخيصي الروتيني.

## التشخيص
يعتمد تشخيص حساسية المحار على تاريخ الشخص من ردود الفعل التحسسية واختبار وخز الجلد لدى المحار.

## الوقاية
ذكرت مراجعات المواد المسببة للحساسية الغذائية بشكل عام أن إدخال الأطعمة الصلبة في عمر 4-6 أشهر قد يؤدي إلى أقل مخاطر حساسية لاحقة للإكزيما والتهاب الأنف التحسسي وردود فعل أكثر شدة، الدليل هو الأفضل للفول السوداني والبيض والحليب، الأبحاث قليلة عن عواقب الإدخال المبكر للمحار.

## العلاج

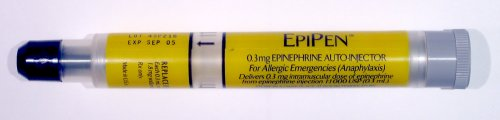
محقن إبينفرين الآلي لعلاج الحساسية المفرطة

يختلف علاج الابتلاع العرضي لمنتجات المحار من قبل الأفراد المصابين بالحساسية تبعًا لحساسية الشخص، يمكن وصف مضادات الهيستامين مثل ديفينهيدرامين، في بعض الأحيان يتم وصف بريدنيزون لمنع حدوث تفاعل فرط الحساسية في المرحلة المتأخرة، قد تتطلب ردود الفعل التحسسية الشديدة العلاج بقلم الإبينفرين وهو عبارة عن جهاز حقن مُصمم للاستخدام من قبل أخصائي غير مختص بالرعاية الصحية عند الحاجة إلى علاج طارئ، على عكس حساسية البيض حيث يوجد بحث نشط حول تجربة العلاج المناعي الفموي لإزالة حساسية الناس من مسببات الحساسية من البيض تشير المراجعات إلى عدم وجود تجارب إكلينيكية منشورة تقيم العلاج المناعي الفموي لحساسية المحار.

## المآل
على عكس حساسية الحليب والبيض عادة ما تستمر حساسية المحار حتى مرحلة البلوغ.

## الإنتشار
يتزايد انتشار حساسية المحار في جميع أنحاء العالم لأن استهلاك المحار آخذ في الازدياد ويعد المحار من أكثر الأطعمة التي تسبب الحساسية المفرطة شيوعاً بين البالغين، تشير المراجعات إلى حساسية المحار المبلغ عنها ذاتيًا في نطاق يتراوح من 0.5 إلى 2.5 في المائة في عموم السكان، معدل الانتشار أعلى في بلدان جنوب شرق آسيا الساحلية حيث يكون استهلاك المحار أكثر شيوعًا.

## القوانين

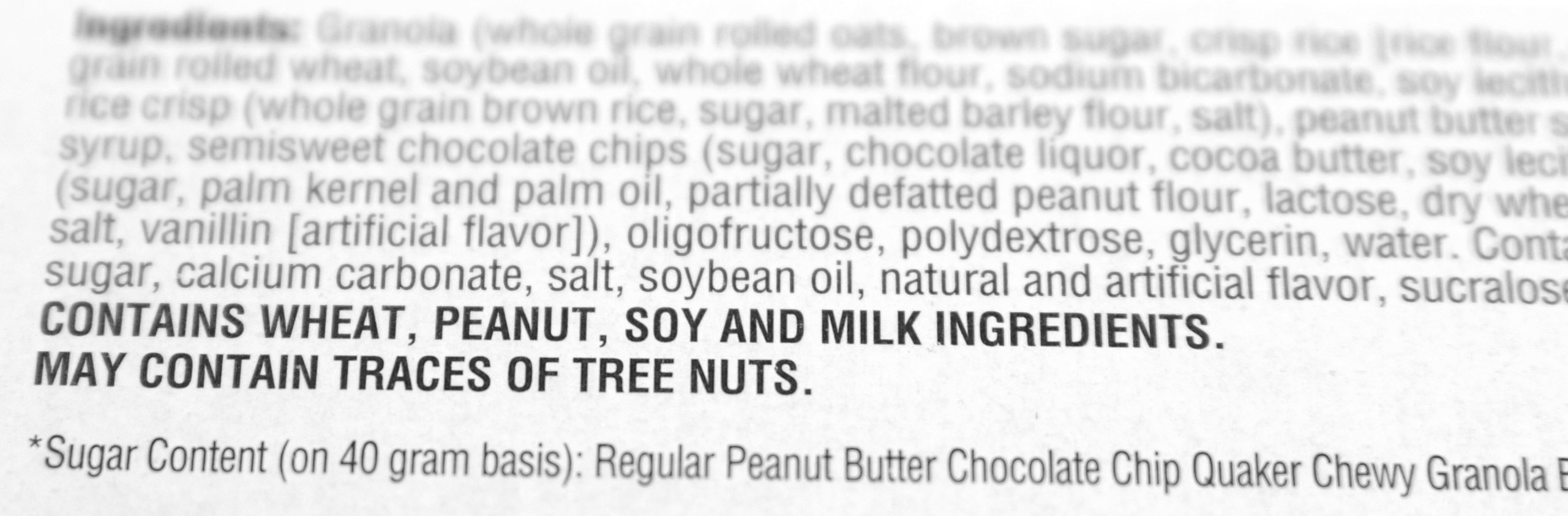
مثال على قائمة المواد المسببة للحساسية المحتملة الموجودة في أحد الأطعمة.

سواء أكان انتشار حساسية الطعام في ازدياد أم لا، فقد ازداد الوعي بحساسية الطعام مما أثر على نوعية حياة الأطفال وأولياء أمورهم والقائمين على رعايتهم المباشرين، في الولايات المتحدة وضع قانون ملصقات المواد المسببة للحساسية الغذائية وحماية المستهلك قانونًا في أغسطس 2004، اعتبارًا من 1 يناير 2006، يتسبب في تذكير الناس بمشكلات الحساسية في كل مرة يتعاملون فيها مع عبوة طعام، كما أضافت المطاعم تحذيرات الحساسية إلى القوائم، معهد الطهي في أمريكا مدرسة رائدة لتدريب الطهاة لديه دورات في الطبخ الخالي من مسببات الحساسية ومطبخ تعليمي منفصل.  الأنظمة المدرسية لديها بروتوكولات حول الأطعمة التي يمكن إحضارها إلى المدرسة، على الرغم من كل هذه الاحتياطات فإن الأشخاص الذين يعانون من الحساسية الشديدة يدركون أن التعرض العرضي يمكن أن يحدث بسهولة في منازل الآخرين أو في المدرسة أو في المطاعم.

## تنظيم التمييز
استجابةً للمخاطر التي تشكلها بعض الأطعمة لأولئك الذين يعانون من الحساسية الغذائية، استجابت بعض البلدان من خلال وضع قوانين وضع العلامات التي تتطلب من المنتجات الغذائية إبلاغ المستهلكين بوضوح إذا كانت منتجاتهم تحتوي على مسببات الحساسية الرئيسية أو المنتجات الثانوية لمسببات الحساسية الرئيسية من بين المكونات المضافة عمداً إلى الأطعمة، توصي القوانين واللوائح الصادرة في الولايات المتحدة والاتحاد الأوروبي بوضع العلامات ولكنها لا تتطلب إعلانًا إلزاميًا عن وجود كميات ضئيلة في المنتج النهائي نتيجة للتلوث المتبادل غير المقصود.

## المكونات المضافة عمدًا
يتطلب الاتحاد الأوروبي إدراج المواد المسببة للحساسية الثمانية الرئيسية بالإضافة إلى الرخويات والكرفس والخردل والترمس والسمسم والكبريتات، في اليابان تم فرض نظام وضع العلامات الغذائية لخمسة مكونات محددة مسببة للحساسية (البيض والحليب والقمح والحنطة السوداء والفول السوداني) بموجب القانون في 1 أبريل 2002، وأصبح وضع العلامات الإضافية على الجمبري وسرطان البحر إلزاميًا في عام 2008، وهذا ينطبق على  الطعام المعبأ  لكن ليس للمطاعم.